# Шилінь (карст)

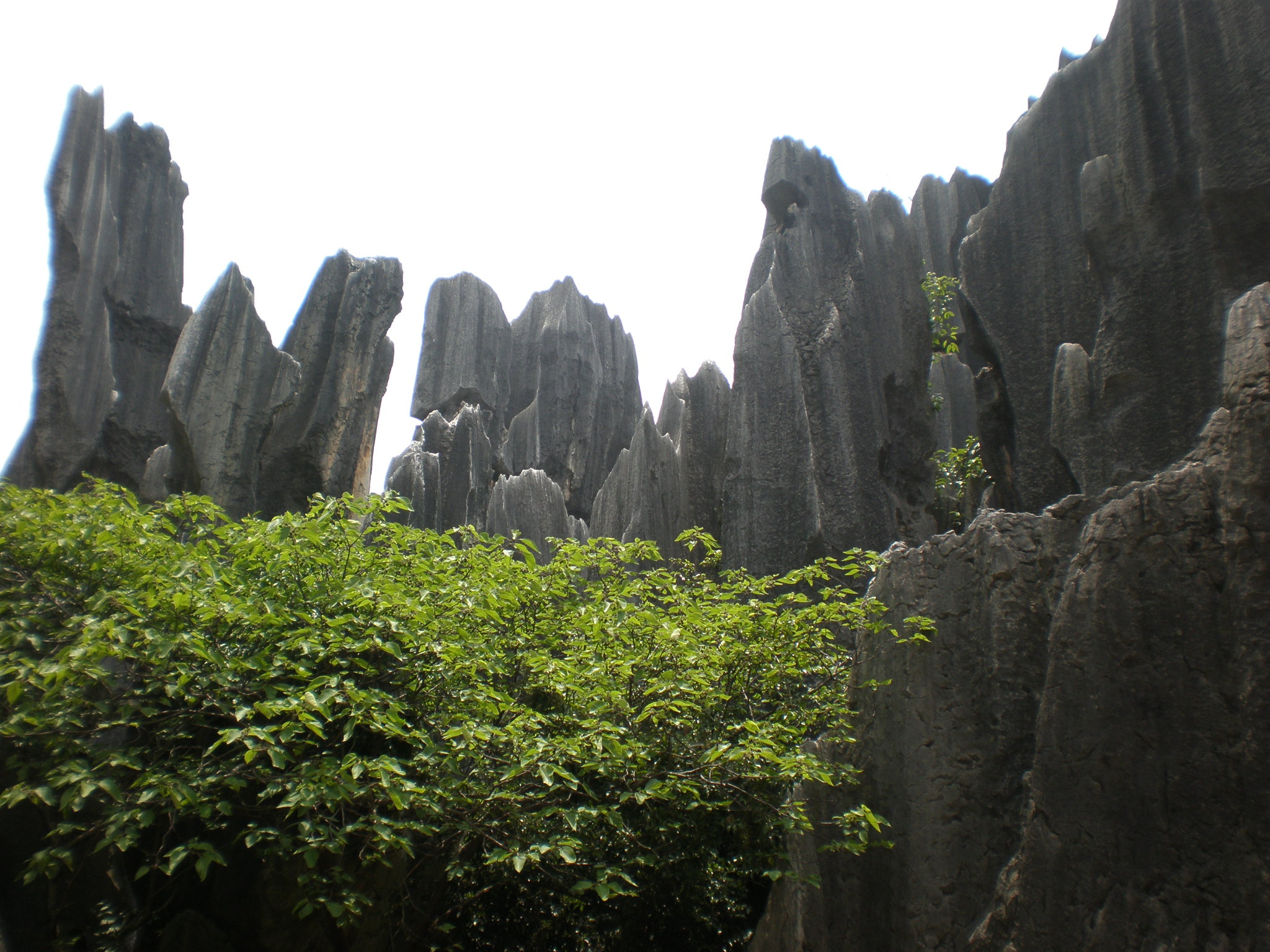
Карст Шилінь

Шилінь (石林) — своєрідне карствове утворення в китайській провінції Юньнань. Є частиною Південно-Китайського карста, що у 2007 році включено до Всесвітньої спадщини ЮНЕСКО. Назва перекладається як «Кам'яний ліс».

## Опис
Загальний розмір становить близько 350 км2. Шилінь являє собою природний комплекс складається з великої кількості вапнякових формацій, на території Шилінь-Їського автономного повіту провінції Юньнань. Розташований поруч з містечком Шилінь та на відстані у 90 км від міського округу Куньмін, є його головною визначною пам'яткою. Здалеку високі кам'яні скелі створюють ілюзію дерев, через що місцина отримала назву Кам'яний ліс.
Поділено на 7 мальовничих районів: Великі та Малі кам'яні ліси (інша назва ліс Лічжіцзін), ліс Найгу (утворено доломітним вапняком), печеру Чжіюнь, Довге озеро (або оезра Чан), Місячне озеро (або озеро Юе), водоспад Даді і печеру Ціфен.
Шилінь відрізняє виняткова різноманітність форм і колірних відтінків: широко представлені загострені утворення, що рідко зустрічаються в інших карстових місцевостях світу.

## Історія
Вік Шилінь точно сказати не відомий, згідно з розрахунками і гіпотезам, він може становити приблизно близько 270 млн років.
За часів культурної революції завдано шкоди. Розвиток розпочався з кінця 1970-х років. У 1982 році Державна рада КНР надала Шилінь статус природних місць національного значення. У 1998 році на честь Шилінь переменовано Їський округ на Шилінь-Їський. У 2001 році надано статус Національного геологічного парку.
У 2007 році дві частини Шилінь — «скельний ліс» Найгу і «селище» Суогеї, були включені в список Світової спадщини як одна з частин карстових відкладень Південного Китаю.
Шилінь має найвищу категорію ААААА за Рейтингом туристичних визначних пам'яток.

## Легенда
Згідно місцевим легендам, Шилін є місцем народження дівчини Ашиму з народу лоло. Після того як вона закохалася, їй було заборонено виходити заміж за свого обранця, так вона обернулася каменем у лісі, який і стоїть донині. Сьогодні тут щорічно 24-й день шостого місячного місяця народ лоло проводити факельний фестиваль, що супроводжується народними обрядами.